# Gefecht auf dem Restigouche-Fluss
Europäischer Kriegsschauplatz:
Pirna* – Lobositz* – Prag* – Kolin* – Hastenbeck** – Groß-Jägersdorf* – Moys* – Hastenbeck* – Roßbach* – Breslau* – Leuthen* – Rheinberg** – Krefeld** – Domstadtl* – Olmütz* – Mehr** – Zorndorf* – Saint-Cast – Hochkirch* – Bergen** – Kay* – Minden** – Kunersdorf* – Lagos*** – Hoyerswerda* – Bucht von Quiberon*** – Maxen* – Koßdorf* – Landeshut* – Emsdorf** – Warburg** – Liegnitz* – Berlin* – Kloster Kampen** – Torgau* – Döbeln* – Vellinghausen** – Ölper** – Burkersdorf* – Reichenbach* – Freiberg*
(* Dritter Schlesischer Krieg, ** westlicher Kriegsschauplatz – Großbritannien/Kur-Hannover u. a. Alliierte gegen Frankreich, *** Seeschlacht)
Amerikanischer Kriegsschauplatz:
Siebenjähriger Krieg in Nordamerika und der Karibik
Monongahela – Lake George – Carillon – La Belle Famille – Québec – Beauport – Abraham-Ebene – Sainte-Foy – Restigouche – Tacky’s Rebellion – Belagerung von Havanna – Pontiac-Aufstand
Asiatischer Kriegsschauplatz:
Dritter Karnatischer Krieg
Kalkutta – Chandannagar – Plassey – Cuddalore – Negapatam – Condore – Madras – Masulipatam – Pondicherry I – Chinsurah – Wandiwash – Pondicherry II – Manila – Palaris-Aufstand
Das Gefecht auf dem Restigouche-Fluss fand am 8. Juli 1760 während des Franzosen- und Indianerkriegs (Siebenjähriger Krieg) (1754–1763) zwischen britischen und französischen Seestreitkräften in einem in den Sankt-Lorenz-Golf mündenden Fluss statt und endete mit einem britischen Sieg. Obwohl vergleichsweise wenig Schiffe und Mannschaften an diesem Kampf beteiligt waren, ist er trotzdem von großer historischer Bedeutung, da er den letzten Versuch der Franzosen darstellte, ihre Besitzungen in Kanada (Neufrankreich) zu retten.

## Vorgeschichte
Nach den schweren militärischen Rückschlägen der Franzosen in den Jahren 1758 und 1759 (u. a. Verlust von Louisbourg, Fort Frontenac, Fort Duquesne, Fort Ticonderoga, der Niederlage in der Schlacht auf der Abraham-Ebene und der darauf folgenden Kapitulation von Québec) blieb als letzter Rückhalt der Verteidigung Neufrankreichs Montréal.
Da sich die Stadt Anfang 1760 in einer prekären Situation befand, stellte man in Bordeaux auf Drängen des Gouverneurs Vaudreuil eine Flotte aus sechs Fregatten zusammen, die dringend benötigten Nachschub dorthin bringen sollte. Vaudreuil hoffte, mit dieser Unterstützung nicht nur Montréal halten, sondern auch Québec zurückerobern zu können. Am 10. April konnten die Schiffe absegeln, wurden aber bereits am folgenden Tag von britischen Kriegsschiffen, die die französischen Häfen blockierten, gestellt und zerstreut. Lediglich drei Schiffe, das Flaggschiff Machault (32 Kanonen) unter dem Kommando von Kapitän Giraudais, die Marquis de Malauze (16 Kanonen) und die Bienfaisant (22 Kanonen), trafen sich wieder und konnten die Reise fortsetzen, während die Soleil und die Aurore von den Briten genommen wurden und die Fidelite durch schlechtes Wetter verloren ging. Von der Besatzung konnten sich lediglich der Kapitän, vier Offiziere, zwei Soldaten und elf Besatzungsmitglieder in einem offenen Boot auf die Azoren retten.
Als die Franzosen den Sankt-Lorenz-Golf erreichten, erfuhren sie, dass ihnen die Royal Navy zuvorgekommen und den Sankt-Lorenz-Strom hinauf vorgestoßen war. Daraufhin zogen sich die drei Fregatten mit einigen gekaperten britischen Schiffen in die Chaleur-Bucht an die Mündung des Restigouche-Flusses zurück. Von dort schickten sie Boten nach Montréal mit der Bitte um weitere Befehle.

## Verlauf des Gefechts
Mittlerweile hatten jedoch die Briten durch Indianer von der Ankunft der Franzosen erfahren. Ein aus den Linienschiffen Fame (74 Kanonen), Dorsetshire (68 Kanonen) und Achilles (60 Kanonen) sowie den Fregatten Repulse (32 Kanonen) und Scarborough (20 Kanonen) bestehendes Geschwader unter Kommodore John Byron drang in die Chaleur-Bucht ein, um die französischen Schiffe zum Kampf zu stellen. Byron ergänzte seine Flotte noch um vier bewaffnete Schoner, mit denen seine Seeleute leichter in das flache Wasser des Restigouche-Flusses eindringen konnten. Die Briten zählten 1.700 Mann, während die Franzosen lediglich 450 Mann aufbieten konnten. Ihr einziger Vorteil war die bessere Kenntnis des Flusses. Am 22. Juni sichteten sich die beiden Flotten. Die Franzosen zogen sich daraufhin in den Restigouche-Fluss zurück, versuchten, diesen mit versenkten Schiffen zu blockieren, und stellten an den Ufern Geschützbatterien mit aus ihren Schiffen entfernten Kanonen auf. Nach zwei Wochen mit Manövern und mehreren Scharmützeln konnten die Briten am 7. Juli nach zwei vergeblichen Versuchen die französische Batterie auf der Landzunge Pointe aux Sauvages ausschalten. Bei ihren Angriffsbemühungen gegen die französischen Schiffe wurden die Briten durch das flache Wasser behindert, da die beiden Linienschiffe nicht weit in den Fluss eindringen konnten. Am 8. Juli befahl Byron den entscheidenden Angriff. Dabei wurde die britische Fregatte Repulse im französischen Kreuzfeuer so schwer beschädigt, dass sie von ihrer Besatzung auf Grund gesetzt werden musste. Es gelang den Seeleuten jedoch, das Schiff wieder flottzumachen und in den Kampf einzugreifen. Als die Situation für die weit unterlegenen Franzosen hoffnungslos wurde, weil ihnen die Munition ausging, gab Kapitän Giraudais von der Machault den Befehl, das Schiff zu versenken. Die Besatzung ging an Land. Die Bienfaisant erlitt dasselbe Schicksal, die Marquis de Malauze wurde ebenfalls aufgegeben, aber nicht versenkt, da sich an Bord britische Gefangene befanden, die man dort vor den Indianern in Sicherheit gebracht hatte. Das verlassene Schiff wurde von den Briten geentert, die es in Brand steckten, nachdem sie die Gefangenen befreit hatten. Nachdem ein Landungsversuch von den Franzosen abgewehrt worden war, zogen sich die Briten nach Halifax zurück, während die Franzosen aus den Wracks alles Verwertbare bargen und mit einigen kleinen Seglern über den Atlantik nach Frankreich zurückkehrten.

## Folgen
Das Gefecht auf dem Restigouche war der letzte Kampf zwischen britischen und französischen Kriegsschiffen in Nordamerika während des Franzosen- und Indianerkriegs. Trotz der vergleichsweise geringen Verluste – die Briten hatten  sechs Tote zu beklagen, die Franzosen etwas mehr – war das Gefecht von erheblicher Bedeutung. Mit dem Verlust der Schiffe verlor Montréal endgültig die Verbindung zum französischen Mutterland und damit wichtigen Nachschub. Folglich war nicht nur ein Gegenangriff zur Rückeroberung Québecs endgültig unmöglich geworden, auch die Verteidigung Montréals war nun ohne Aussicht auf Erfolg. Die Niederlage auf dem Restigouche besiegelte somit auch den Verlust Neufrankreichs an die Briten.

## Archäologische Erforschung
Mehr als 200 Jahre nach dem Gefecht wurde das Wrack der Machault auf dem Grund des Restigouche entdeckt und zwischen 1969 und 1972 mit Methoden der Unterwasserarchäologie ausgegraben. Bei diesen Forschungen wurde eine große Anzahl von Artefakten entdeckt, die von Resten des Schiffsrumpfs und seiner Ausrüstung bis zu zahlreichen Handelsgütern reichten, die darauf schließen lassen, dass sich auch Geschäftsleute an Bord befanden. Die Funde haben die Kenntnis der Schlacht, der materiellen Kultur der französischen Kolonien und des damaligen Handels erheblich vertieft. Die Funde aus dem Wrack werden im Besucherzentrum der Battle of the Restigouche National Historic Site of Canada ausgestellt.